# Yanni Regäsel
Yanni Regäsel (Berlim, 13 de janeiro de 1996) é um futebolista profissional alemão que atua como defensor.

## Carreira
Yanni Regäsel começou a carreira no Hertha BSC.